# Казотич, Августин
Августин Казотич, Августин Загребский (хорв. Augustin Kažotić, итал. Agostino Gasotti ок. 1260 — 3 августа 1323) — хорватский средневековый епископ, монах-доминиканец. В 1303—1322 годах был епископом Загреба
Хорват по происхождению, родился около 1260 года в приморском Трогире (тогда Королевство Венгрия, ныне — Хорватия). Принадлежал к знатной семье, но в юности отказался от наследства и вступил в орден доминиканцев. Учился в Париже, где в то время преподавал Фома Аквинский. После окончания учёбы вернулся в Далмацию, где стал известен яркими проповедями и личным аскетизмом и благочестием.
В 1303 году был назначен на загребскую кафедру, которую занимал 19 лет. На посту епископа предпринял энергичные меры по наведению порядка и дисциплины среди священников. Существует ряд преданий, связанных с его именем, говорящих о даре чудесного исцеления, котором он обладал.
В 1322 году он посетил папу Иоанна XXII в Авиньоне, но вернуться в Загреб из-за конфликта папы с королём Венгрии Карлом Робертом не смог. Последний год жизни он был епископом итальянского города Лучера. Беатифицирован в 1702 году. Мощи хранятся в соборе Лучеры, частица мощей находится в Загребском соборе.